# Rock’n’Roll мёртв?
«Rock’n’Roll мёртв?» — седьмой студийный альбом российской панк-рок-группы «Наив». Выпущен 8 октября 2003 года. Последний альбом группы, в котором принимал участие гитарист Александр Голант.

## Об альбоме
Над новым релизом группа работала на протяжении 2003 года. Музыканты ставили различные эксперименты, стараясь добиться жёсткости звучания. Саунд прошлой пластинки «Форева» музыканты «Наива» посчитали слишком мирным и мягким, поэтому на этот раз решили записать агрессивный альбом. Запись альбома проходила на студии «Союз» в Москве.
Альбом был выпущен 8 октября 2003 года. 18 октября состоялась его презентация на концерте в ДК им. Горбунова в Москве, которая собрала около 3000 человек. Презентация альбома в Санкт-Петербурге состоялась 24 октября в клубе «Старый Дом».

## Список композиций
Слова и музыка всех песен — написаны Александром «Чачей» Ивановым и Николаем Богдановым, кроме отмеченных.
| №                   | Название                                   | Текст песни         | Музыка              | Длительность |
| ------------------- | ------------------------------------------ | ------------------- | ------------------- | ------------ |
| 1.                  | «Intro»                                    |                     |                     | 1:05         |
| 2.                  | «Пропаганда и реклама»                     |                     |                     | 2:36         |
| 3.                  | «Постоянно дуют»                           |                     |                     | 3:29         |
| 4.                  | «Мы — идиоты!»                             | Александр Голант    | Александр Голант    | 3:07         |
| 5.                  | «Rock’n’roll мёртв?»                       |                     |                     | 2:46         |
| 6.                  | «Думаешь нет — говоришь да»                | Александр Голант    | Александр Голант    | 3:10         |
| 7.                  | «Мы всё устроим!»                          |                     |                     | 1:11         |
| 8.                  | «Не могу забыть тебя» (cover Элвис Пресли) |                     | Элвис Пресли        | 1:57         |
| 9.                  | «Fight, Rebel & Riot»                      |                     |                     | 2:39         |
| 10.                 | «NME — фак офф!!!»                         |                     |                     | 0:53         |
| 11.                 | «Схема»                                    |                     |                     | 3:15         |
| 12.                 | «Рок-н-ролл мёртв» (cover «Аквариум»)      | Борис Гребенщиков   | Борис Гребенщиков   | 5:06         |
| Общая длительность: | Общая длительность:                        | Общая длительность: | Общая длительность: | 31:20        |

## Участники записи
Группа «Наив»:
- Александр «Чача» Иванов — вокал (все, кроме 7).
- Дмитрий «Snake» Хакимов — ударные.
- Николай Богданов — бас-гитара, бэк-вокал, вокал (7).
- Александр «Голый» Голант — гитара, бэк-вокал.